# 麻生澪
麻生 澪（あそう みお、1968年2月4日 - ）は、日本のAV女優。
東京都出身。1980年代後半に活動した。

## 経歴
ファーストフード店でアルバイトしていた所をスカウトされ、1986年5月、『秘蜜のしたたり』（宇宙企画）でAVデビュー。先にデビューした早川愛美、秋元ともみらとともに、宇宙企画と専属契約を結ぶ。
活発なグラビア活動によって、『天使の悪戯』をリリースするころには人気が定着する。かわいさとみや小森愛といった後発の「宇宙少女」がデビューしたあとも安定した活動を続け、80年代の宇宙企画において最も多くの単体作品を残した。
唯一の宇宙企画以外からのリリース作である『メタモルフォーゼ 檻』（ミス・クリスティーヌ）は、島村雪彦による幻想的な演出と、ハードな描写が光る異色作となっている。
人気が上昇するとともに、バラエティ番組にも進出。初レギュラー出演となった『タモリ倶楽部』（テレビ朝日）では「愛の山嵐」というコーナーで女子高生役を演じて人気を博した。

## 作品

### アダルトビデオ（単独出演）
- 秘蜜のしたたり（1986年5月13日、宇宙企画）
- メタモルフォーゼ 檻（1986年6月30日、ミス・クリスティーヌ）
- 蜃気楼 イリュージョン（1986年7月8日、宇宙企画）
- 18歳解禁 澪がくれた夏（1986年9月3日、宇宙企画）
- 天使の悪戯（1986年10月10日、宇宙企画）
- 天使の悪戯 II 不思議の国のさまよい人（1987年2月23日、宇宙企画）
- 螺旋階段 19歳の地図を探して（1987年6月13日、宇宙企画）
- 澪のように… 私の「ホント」、あなたにみせます。（1987年11月13日、宇宙企画）
- 接吻・くちづけ（1988年1月13日、宇宙企画）
- 水の駅 澪が濡れていく…澪が溺れていく…。（1988年7月13日、宇宙企画）
- 娼女の円舞曲（ワルツ）（1988年10月13日、宇宙企画）
- 娼女の円舞曲（ワルツ） Part II（1988年12月13日、宇宙企画）
- 薔薇の告白 蕾も開く熱い夜 澪は、ほんのり紅に染まる─。（1989年11月5日、宇宙企画）

### アダルトビデオ（多人数出演）
- ビデオSEXY倶楽部 14（1986年10月3日、宇宙企画）
- MAGAZINE VIDEO マドンナ 第4号（1986年12月23日、宇宙企画）
- MAGAZINE VIDEO La-Rouge PART 2（1987年8月23日、宇宙企画）
- MAGAZINE VIDEO La-Rouge PART III（1988年12月23日、宇宙企画）
- MAGAZINE VIDEO 少女惑星（1989年2月13日、宇宙企画）
- SUPER VIDEO MAGAZINE 乙女銀座 VOL.1（1989年8月21日、宇宙企画）
- 高感度セクシービデオマガジン オロチ Vol.1（1990年7月25日、英知出版）

### イメージビデオ
- ビデオマガジンBEPPIN Vol.3（1988年8月20日、英知出版）…多人数出演
- ビデオマガジンBEPPIN Vol.13（1989年7月20日、英知出版）…ＦＣ２多人数出演

### ゲーム
- 麻生澪のセクシーパズル（宇宙企画・英知出版 1988年11月）- PC-8801mkIISR以降 5インチソフト

## 書籍

### 写真集
- 華景色（1986年6月10日発行、撮影：杉浦則夫、英知出版）
- 麻生澪（スコラスペシャル17）（1987年2月20日発行、撮影：落合遼一、スコラ）
- 天使の悪戯（1987年7月20日発行、撮影：前場輝夫、英知出版）
- 澪のように…（1987年10月10日発行、撮影：西田幸樹、英知出版）
- 風の恋人（1988年1月24日発行、撮影：落合遼一、大陸書房）
- 一人の恋飛行（1988年4月14日発行、撮影：落合遼一、大陸書房）